# Erie BayHawks 2012-2013
La stagione 2012-13 degli Erie BayHawks fu la 5ª nella NBA D-League per la franchigia.
Gli Erie BayHawks arrivarono terzi nella East Division con un record di 26-24, non qualificandosi per i play-off.

## Roster
| N° | Naz.                   | Ruolo | Sportivo           | Anno | Alt. | Peso |
| -- | ---------------------- | ----- | ------------------ | ---- | ---- | ---- |
| 0  | Stati Uniti (bandiera) | G     | Oscar Bellfield    | 1990 | 188  | 86   |
| 4  | Stati Uniti (bandiera) | GA    | D.J. Kennedy       | 1989 | 198  | 98   |
| 4  | Stati Uniti (bandiera) | G     | Mustafa Shakur     | 1984 | 191  | 86   |
| 9  | Stati Uniti (bandiera) | G     | Demetri McCamey    | 1989 | 191  | 91   |
| 10 | Stati Uniti (bandiera) | G     | Nick Covington     | 1985 | 188  | 91   |
| 11 | Stati Uniti (bandiera) | A     | Brandon Bowdry     | 1988 | 198  | 100  |
| 11 | Stati Uniti (bandiera) | G     | Cory Higgins       | 1989 | 196  | 82   |
| 12 | Stati Uniti (bandiera) | A     | Tirrell Baines     | 1986 | 198  | 100  |
| 15 | Stati Uniti (bandiera) | A     | Mike Singletary    | 1988 | 198  | 100  |
| 15 | Stati Uniti (bandiera) | A     | Mychel Thompson    | 1988 | 201  | 98   |
| 19 | Stati Uniti (bandiera) | G     | Terrence Jennings  | 1988 | 208  | 104  |
| 21 | Stati Uniti (bandiera) | C     | Henry Sims         | 1990 | 208  | 111  |
| 22 | Stati Uniti (bandiera) | G     | Demonte Harper     | 1989 | 193  | 85   |
| 23 | Stati Uniti (bandiera) | A     | Erik Daniels       | 1982 | 203  | 98   |
| 24 | Stati Uniti (bandiera) | A     | Wesley Witherspoon | 1990 | 206  | 98   |
| 30 | Stati Uniti (bandiera) | A     | Danny Sumner       | 1987 | 198  | 95   |
| 32 | Stati Uniti (bandiera) | A     | Kyle Goldcamp      | 1986 | 208  | 113  |
| 33 | Stati Uniti (bandiera) | A     | Chace Stanback     | 1989 | 203  | 95   |
| 34 | Stati Uniti (bandiera) | C     | Keith Benson       | 1988 | 211  | 104  |

## Staff tecnico
- Allenatore: Gene Cross
- Vice-allenatore: Ben McDonald
- Preparatore atletico: Kyle Creasy